# Kamejevo
Kamejevo (orosz betűkkel: Камеево , baskír nyelven: Камай) falu Oroszországban, a Baskír Köztársaságban, a Miskinói járásban.

## Népesség
- 2002-ben 778 lakosa volt, melynek 80%-a mari.
- 2010-ben 693 lakosa volt.